# Svend Erik Christensen
Svend Erik Christensen (Stenstrup, 17 marzo 1949) è un ex calciatore danese, di ruolo centrocampista.

## Carriera
Nonostante abbia vissuto in seconda divisione danese, fu convocato in Nazionale in quattro occasioni tra il 1975 e il 1977.